# Robert Mühren
Robert Mühren (Purmerend, 18 mei 1989) is een Nederlands voetballer die doorgaans als spits speelt. Hij tekende in mei 2021 een contract tot medio 2024 bij FC Volendam, dat hem overnam van Zulte Waregem.

## Carrière

### Volendam
Mühren speelde in de jeugd voor RKAV Volendam, vier jaar bij Ajax en bij FC Volendam waar hij tot het beloftenteam kwam. In 2009 was hij op proef bij Spakenburg maar hij ging voor hoofdklasser RKAV Volendam spelen. Daar viel hij op en hij werd door FC Volendam vastgelegd. Hier scoorde hij aan de lopende band, in de laatste 38 wedstrijden scoorde hij 33 keer. 

### AZ
Op 27 augustus 2014 tekende Mühren een driejarig contract bij AZ. Mühren maakte in de eerste helft van het seizoen 2016/17 enkele belangrijke doelpunten voor AZ en was even basisspeler, maar raakte zijn plek al snel kwijt aan Wout Weghorst. 

### Zulte Waregem
Hij vertrok vervolgens in de winter naar Zulte Waregem. In twaalf competitiewedstrijden maakte Mühren twee doelpunten voor de Belgische club. Op 17 augustus 2017 maakte Sparta Rotterdam bekend dat de club Mühren voor één seizoen had gehuurd van Zulte Waregem. De aanvaller had eind januari nog een contract voor 4,5 jaar bij de Belgen ondertekend, maar een half jaar later keerde hij alweer terug in de Eredivisie. Bij zijn debuut voor Sparta, op zondag 20 augustus, was hij meteen trefzeker voor zijn nieuwe werkgever. Mühren scoorde de gelijkmaker in het thuisduel tegen PEC Zwolle (1-1). Hij werd daar clubtopscoorder met negen doelpunten. Het jaar daarop werd hij verhuurd aan NAC. Dit werd door een langdurige blessure geen succes.

### SC Cambuur
In het seizoen 2019/2020 werd hij verhuurd aan SC Cambuur, waar hij zich tot bijzonder productieve spits ontwikkelde (26 doelpunten tot aan de onderbreking) en bekend raakte om zijn fraaie doelpunten. Hij werd topscoorder van het seizoen en door trainers en aanvoerders van alle clubs werd hij gekozen tot beste speler van het seizoen. Mühren verlengde zijn contract na het seizoen dit seizoen nog met minimaal een jaar bij SC Cambuur, in de hoop met deze club naar de Eredivisie te promoveren. Dit lukte. In 37 wedstrijden scoorde hij dat seizoen 38 keer en gaf hij 14 assists. Hiermee werd hij de eerste Cambuur-speler die in één seizoen meer dan dertig keer wist te scoren na Harry van der Laan in 1997/98. Hij werd opnieuw topscoorder en beste speler van het seizoen.

### FC Volendam
Op 29 mei 2021 werd bekendgemaakt dat Mühren terugkeerde bij FC Volendam. Hij tekende er een driejarig contract. Drie wedstrijden voor het einde van de competitie promoveerden ze naar de Eredivisie en had Mühren  29 goals gemaakt. Op 4 oktober 2024 maakte Mühren zijn honderdste treffer in een officieel duel voor FC Volendam.
In de jaargang 2024/25 werd Mühren opnieuw met Volendam kampioen van de Eerste divisie, waarmee de ploeg terugkeerde op het hoogste niveau na een jaar afwezigheid. Op 25 juni 2025 bracht FC Volendam naar buiten dat de spits zijn contract had verlengd. Hij lag daardoor tot medio 2026 vast bij FC Volendam.

## Clubstatistieken
| Seizoen                     | Club               | Competitie      | Competitie | Competitie | Beker | Beker | Overig | Overig | Totaal | Totaal |
| Seizoen                     | Club               | Competitie      | Wed.       | Dlp.       | Wed.  | Dlp.  | Wed.   | Dlp.   | Wed.   | Dlp.   |
| --------------------------- | ------------------ | --------------- | ---------- | ---------- | ----- | ----- | ------ | ------ | ------ | ------ |
| 2011/12                     | FC Volendam        | Eerste divisie  | 31         | 9          | 2     | 0     | 0      | 0      | 33     | 9      |
| 2012/13                     | FC Volendam        | Eerste divisie  | 33         | 9          | 1     | 0     | 4      | 1      | 38     | 10     |
| 2013/14                     | FC Volendam        | Eerste divisie  | 34         | 25         | 1     | 2     | 0      | 0      | 35     | 27     |
| 2014/15                     | FC Volendam        | Eerste divisie  | 4          | 6          | 0     | 0     | 0      | 0      | 4      | 6      |
| 2014/15                     | AZ                 | Eredivisie      | 17         | 4          | 2     | 1     | 0      | 0      | 19     | 5      |
| 2015/16                     | AZ                 | Eredivisie      | 18         | 1          | 5     | 2     | 7      | 1      | 30     | 4      |
| 2016/17                     | AZ                 | Eredivisie      | 12         | 6          | 3     | 3     | 3      | 1      | 18     | 10     |
| 2016/17                     | SV Zulte Waregem   | Eerste klasse   | 12         | 2          | 1     | 0     | 0      | 0      | 13     | 2      |
| 2017/18                     | → Sparta Rotterdam | Eredivisie      | 28         | 7          | 1     | 0     | 4      | 2      | 33     | 9      |
| 2018/19                     | → NAC Breda        | Eredivisie      | 14         | 0          | 1     | 0     | 0      | 0      | 15     | 0      |
| 2019/20                     | → SC Cambuur       | Eerste divisie  | 29         | 26         | 0     | 0     | 0      | 0      | 29     | 26     |
| 2020/21                     | → SC Cambuur       | Eerste divisie  | 37         | 38         | 0     | 0     | 0      | 0      | 37     | 38     |
| 2021/22                     | FC Volendam        | Eerste divisie  | 37         | 29         | 1     | 0     | 0      | 0      | 38     | 29     |
| 2022/23                     | FC Volendam        | Eredivisie      | 28         | 5          | 1     | 1     | 0      | 0      | 29     | 6      |
| 2023/24                     | FC Volendam        | Eredivisie      | 23         | 8          | 1     | 0     | 0      | 0      | 24     | 8      |
| 2024/25                     | FC Volendam        | Eerste divisie  | 35         | 18         | 1     | 0     | 0      | 0      | 36     | 18     |
| Carrière totaal             | Carrière totaal    | Carrière totaal | 392        | 193        | 21    | 9     | 18     | 5      | 431    | 207    |
| Bijgewerkt t/m 21 juni 2025 |                    |                 |            |            |       |       |        |        |        |        |

## Erelijst
| Competitie               | Competitie               |               |                   |
| Competitie               | Competitie               | Aantal        | Periode           |
| Zulte Waregem            | Zulte Waregem            | Zulte Waregem | Zulte Waregem     |
| ------------------------ | ------------------------ | ------------- | ----------------- |
| Beker van België         | Beker van België         | 1x            | 2016/2017         |
| SC Cambuur               |                          |               |                   |
| Eerste divisie           | Eerste divisie           | 1x            | 2021              |
| Topscorer Eerste divisie | Topscorer Eerste divisie | 2x            | 2019/20*, 2020/21 |
| FC Volendam              |                          |               |                   |
| Eerste divisie           | Eerste divisie           | 1x            | 2025              |

*Het seizoen 2019/20 werd niet volledig uitgespeeld vanwege de coronacrisis in Nederland

## Trivia
- Hij is een neef van Gerrie en Arnold Mühren.